# Антропов, Алексей Петрович
Алексе́й Петро́вич Антро́пов (14 [25] марта 1716, Санкт-Петербург — 12 [23] июня 1795, там же) — русский живописец, декоратор-монументалист, представитель елизаветинского барокко, один из первых в стране художников, начавших писать светские портреты.

## Биография
Алексей Антропов родился 14 (25) марта 1716 года в Санкт-Петербурге, в семье чиновника — отец художника служил в Канцелярии от строений. С 1732 года Алексей также учился в Канцелярии от строений в Петербурге у своего родственника А. М. Матвеева, У. Л. Каравака, М. А. Захарова, И. Я. Вишнякова, с 1739 года работал там же в «живописной команде» у И. Я. Вишнякова. Как и многие мастера «Живописной команды», Антропов отличался универсализмом.
В 1742 году Антропов участвует, в качестве художника, в коронационных торжествах императрицы Елизаветы в Москве. В Петербурге он пишет картины для триумфальных ворот в Аничковой слободе; участвует в росписях плафона и создании икон для Зимнего дворца, под руководством Дж. Валериани работает в Летнем дворце, в Царском Селе, в Петергофе, Аничковом дворце. Под началом Валериани и Перезинотти Антропов создаёт декорации для Оперного дома.
В 1752 году он получает самостоятельный заказ на «письмо икон в куполе и прочих местах нового храма Андрея Первозванного», только что построенного в Киеве архитектором Мичуриным по проекту Растрелли. Наиболее значительна из его росписей собора монументальная «Тайная вечеря» — запрестольный алтарный образ.
Алексей Антропов имел собственную художественную студию, в которой, в частности, работал М. Л. Колокольников.
В 1750-х годах Антропов берет уроки у Пьетро Ротари.
Из Киева художник отправился в Москву, где расписал два плафона для Головинского дворца на Яузе. Здесь он знакомится с меценатом И. И. Шуваловым, куратором созданного в 1755 году Московского университета. Шувалов приглашает художника преподавать на создаваемом факультете искусства, а до его основания — зачисляет в университет на должность «живописного мастера». Однако в Москве у Антропова нет постоянной работы, и он возвращается в Петербург и с помощью Шувалова получает место надзирателя за живописцами и иконописцами при Синоде, с обязательством взять учеников и «обучать их не скрыто искусному живописному, иконописному и финифтяному мастерству». В доме Антропова поселились ученики с Украины, одним из которых был Дмитрий Левицкий. Учеником Антропова также был русский художник П. С. Дрождин.
В 1760 году Антропов аттестован как «мастер». С 1761 года и до конца своих дней занимал должность надзирателя за иконописцами и живописцами в Святейшем Синоде. В 1762—1763 годах художник принимал участие в оформлении коронационных торжеств Екатерины II в Москве. В Петербурге у Антропова была частная школа.
В 1789 году Антропов передал свой дом Приказу Общественного призрения для устройства в нём народного училища.
В 1773 году, находясь при ведомстве Священного Синода, Антропов числился живописцем 12 класса.
Антропов скончался 12 (23) июня 1795 года в Санкт-Петербурге. Похоронен на некрополе Александро-Невской лавры. Сохранилась надгробная плита с надписью:
В надежде воскресения погребен на месте сем раб божий коллежский асессор и живописи художник Алексей Петрович Антропов. Родился 1716 года марта 14 дня. Скончался 1795 года июня 12 дня. Жития его было 79 лет 2 м-ца и 28 дней.

## Избранные произведения
- Портрет А. М. Измайловой (1759, ГТГ)
- Портрет М. А. Румянцевой (1764, ГРМ)
- Портрет Екатерины II (1766, Областная картинная галерея, Тверь)
- Портрет архиепископа Сильвестра Кулябки (1760, ГРМ)
- Портрет Петра III (1762, ГРМ)
- Портрет атамана Ф. И. Краснощёкова (1761, ГРМ)
- Портрет А. В. Бутурлиной (1763, ГТГ)
- Портрет А. М. Голицына из экспозиции Музея искусств Узбекистана
- Портрет Ф. Я. Дубянского (1761, Эрмитаж)
- Портрет княгини Татьяны Алексеевны Трубецкой (1761, ГТГ)
- Портрет В. В. Фермора (1765, Научно-исследовательский музей Российской Академии художеств Санкт-Петербург)
- Портрет великой княгини Екатерины Алексеевны (1750. Государственный художественный музей им. А. Н. Радищева, Саратов)

## Галерея

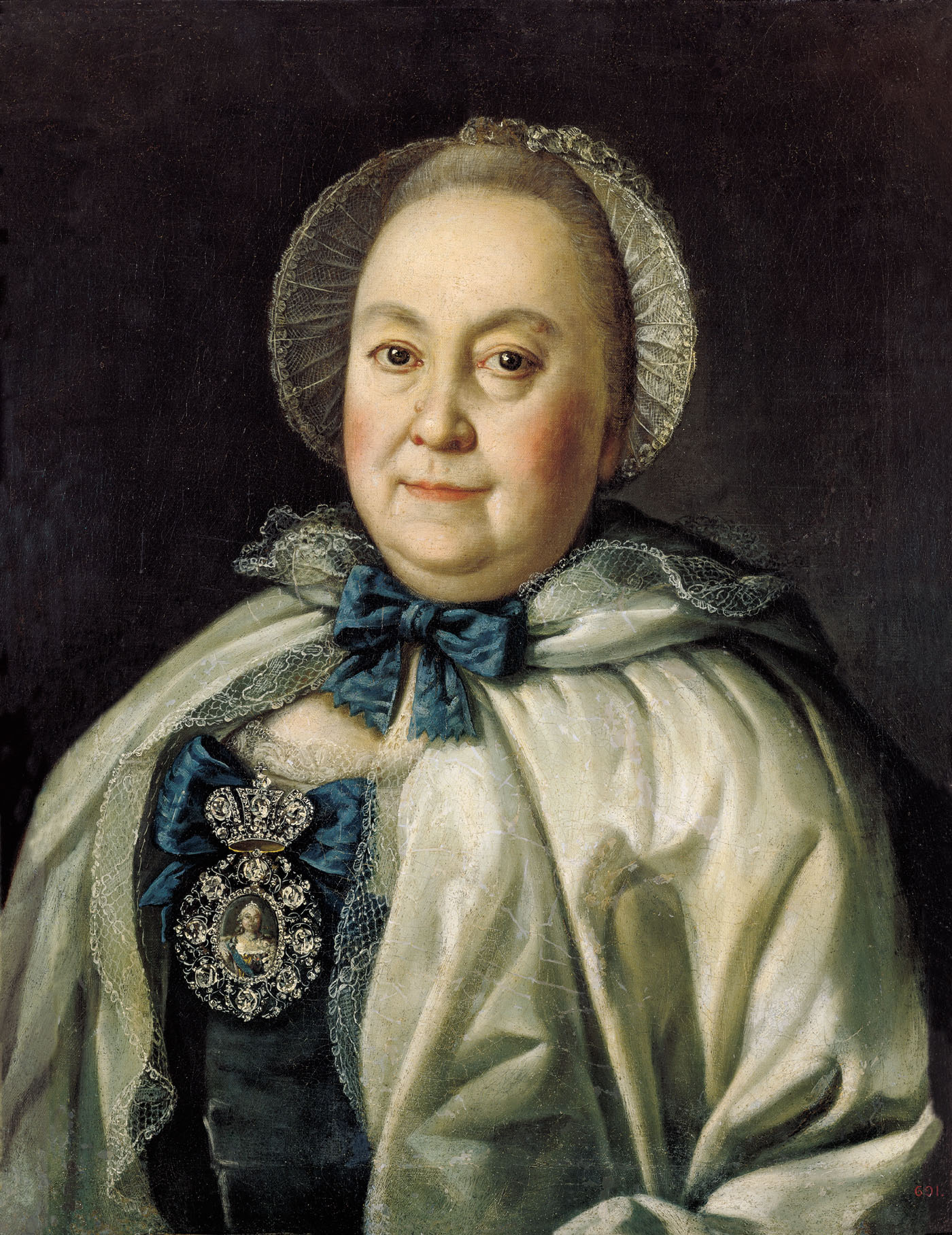
Портрет графини М. А. Румянцевой, 1764
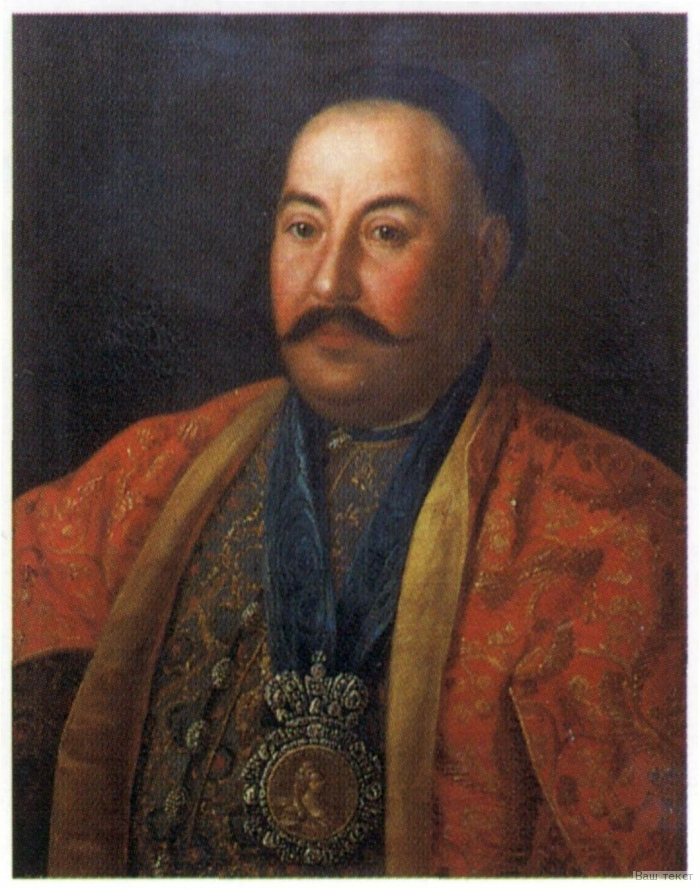
Портрет казачьего генерала Ф. И. Краснощёкова, 1761
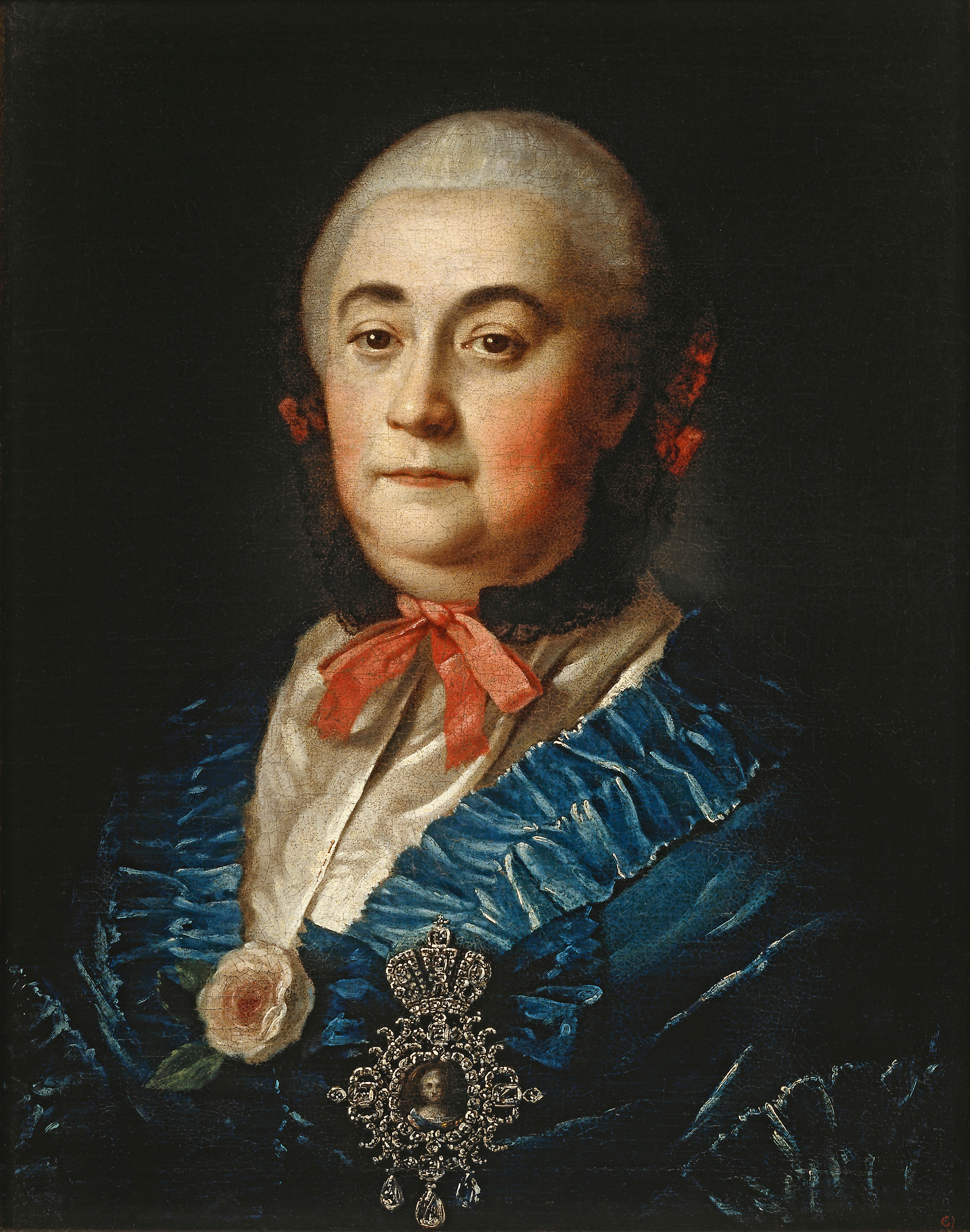
Портрет А. М. Измайловой, 1759
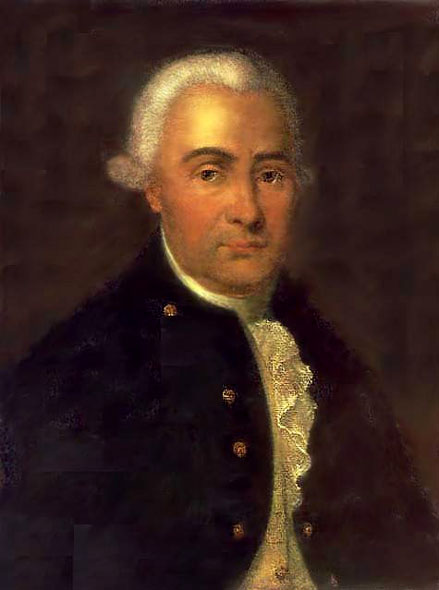
Автопортрет, 1784
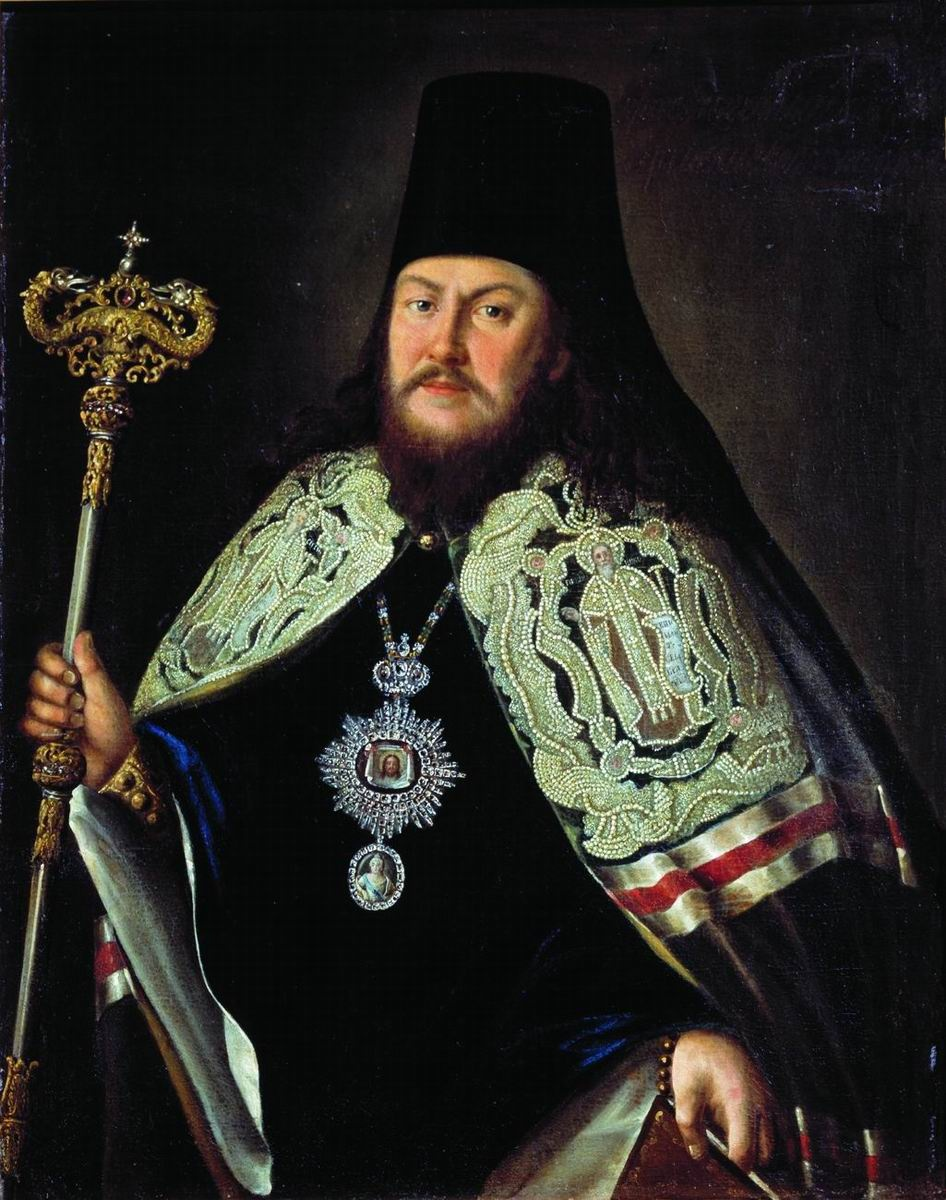
Портрет тверского архиепископа Платона Левшина, 1775
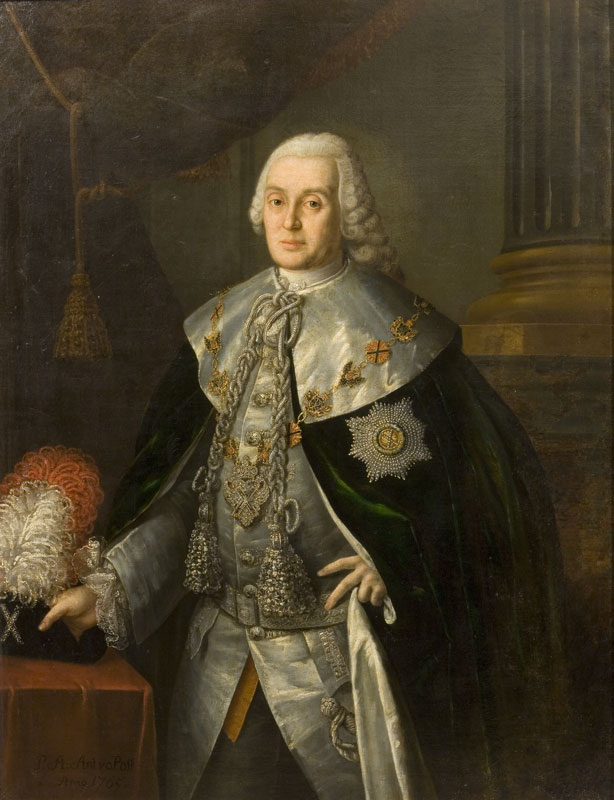
Портрет В. В. Фермора, 1765
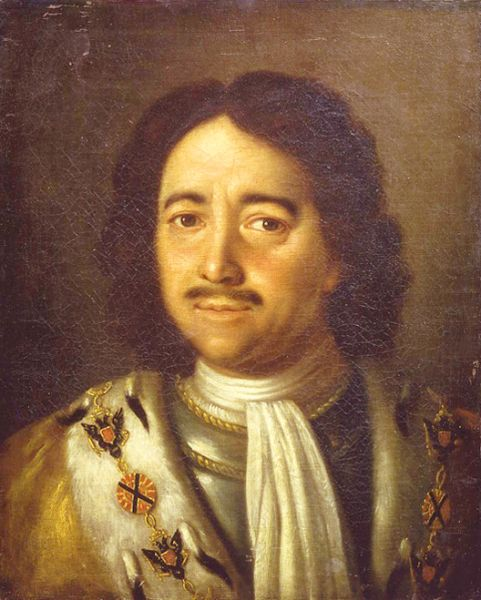
Портрет Петра I
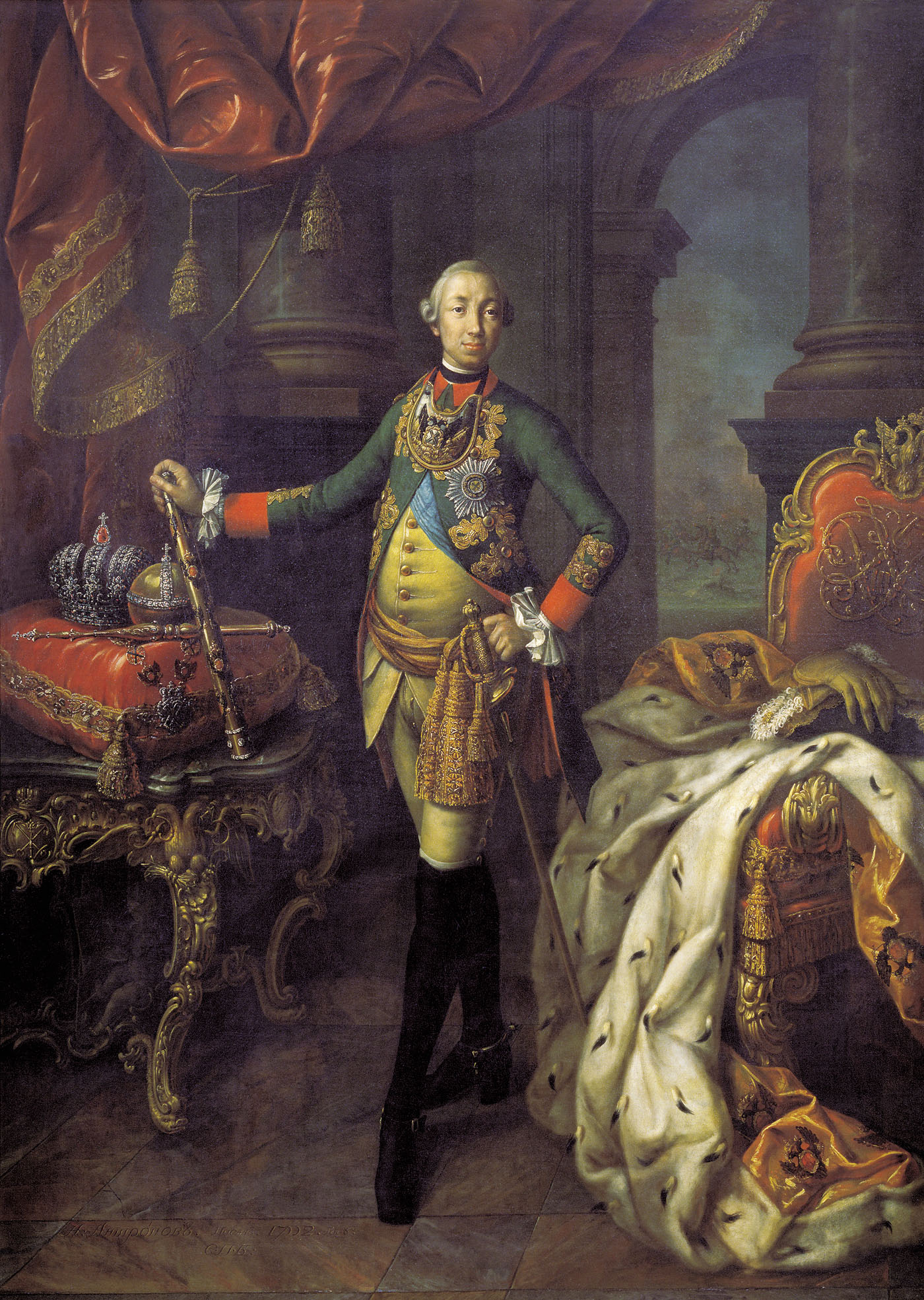
Портрет Петра III, 1762
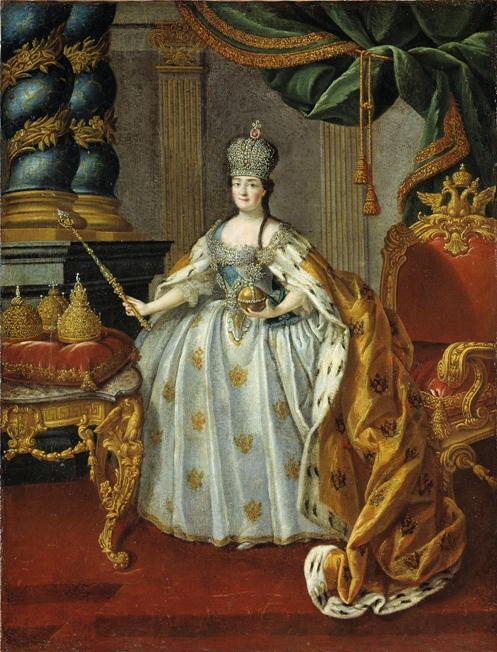
Портрет Екатерины II, 1766 (ГЭ)
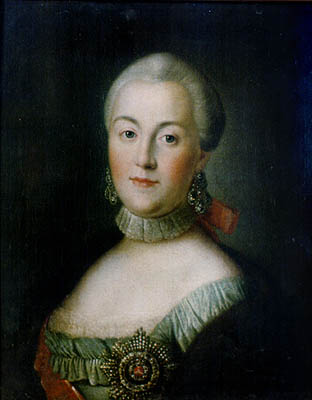
Портрет великой княгини Екатерины Алексеевны, 1750-е
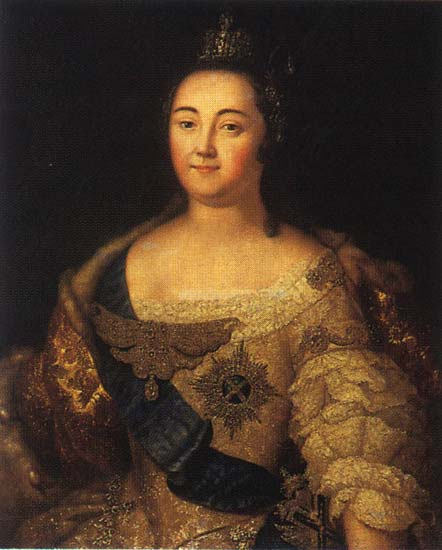
Портрет императрицы Елизаветы Петровны